# پادشاهی مجارستان
پادشاهی مجارستان کشوری بوده است کثیرالمله دربرگیرندهٔ کشورها و سرزمین‌های امروزی مجارستان، اسلواکی، کرواسی (به جز بخش ایستریا)، ترانسیلوانی (رومانی کنونی)، کارپات‌آیا (اوکراین کنونی)، وویوودینا (صربستان کنونی)، بورگن‌لاند (اتریش کنونی) و سرزمین‌های کوچک دیگری که امروزه در نزدیکی مرزهای کنونی مجارستان قرار دارند. این پادشاهی پیرامون ۱۰۰۰ میلادی تا ۱۹۴۶ میلادی نزدیک به هزار سال جز گسستی کوتاه در ۱۹۱۸–۱۹۲۰ دارای پیوستگی تاریخی بود.

## تاریخچه

### مجارستان در زمان فرمانروایی دودمان آرپاد

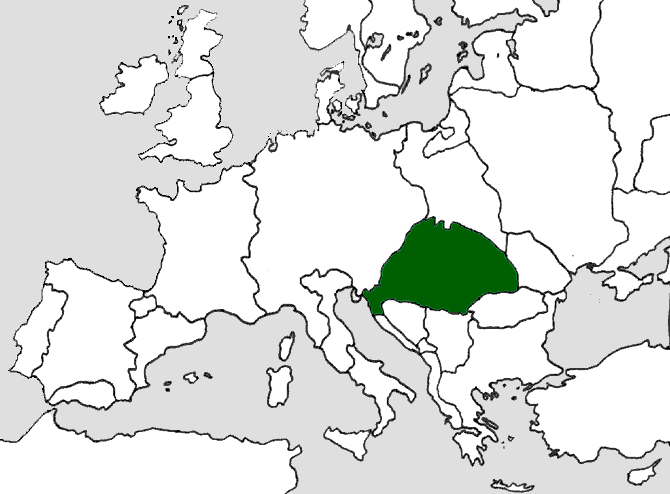
قلمرو پادشاهی مجارستان در سده‌های میانه

نخستین شاهان مجارستان از دودمان آرپاد بودند. بنیادگذار این دودمان آرپاد بود که توانست مجارها را در پانونی در سال ۸۹۵ میلادی به زیر یک پرچم درآورد. نخستین پادشاه مسیحی مجارستان از این دودمان ایشتوان یکم بود که از سوی کلیسای کاتولیک قدیس شناخته‌می‌شود. کلیسای کاتولیک در زمان این پادشاه نیز در کنار شاهان آلمانی پشتیبان این پادشاه و هواخواهان مسیحی بودند و هدفشان هم ایجاد یک دولت مقتدر در اروپای مرکزی بود.
با مرگ ایشتوان یکم مجارستان دچار آشفتگی شد و در این میان امپراتوری مقدس روم کوشید تا مجارستان را به سرزمین‌های زیر فرمان خود بیفزاید، ولی در رسیدن به این خواسته ناکام ماند. تا سرانجام نوبت پادشاهی به بلای یکم رسید و مجارستان دوباره شاهد آرامش شد.
دومین شاه بزرگ مجارستان لاسلوی یکم بود. این شاه نیز از سوی کلیسای کاتولیک به مقام قدیسی رسیده است. او مجارستان را نیرومند و باثبات ساخت و توانست تا در ۱۰۹۱ میلادی کرواسی را به سرزمین‌های زیر فرمان بیفزاید. او با کومان‌ها نیز جنگید و آنان را شکست‌داد. در ۱۲۲۲ یکی دیگر از پادشاهان این دودمان-آندراش دوم- با انتشار منشوری زرین قوانین تازه‌ای را بر این کشور وضع‌نمود.

#### حمله مغول به مجارستان

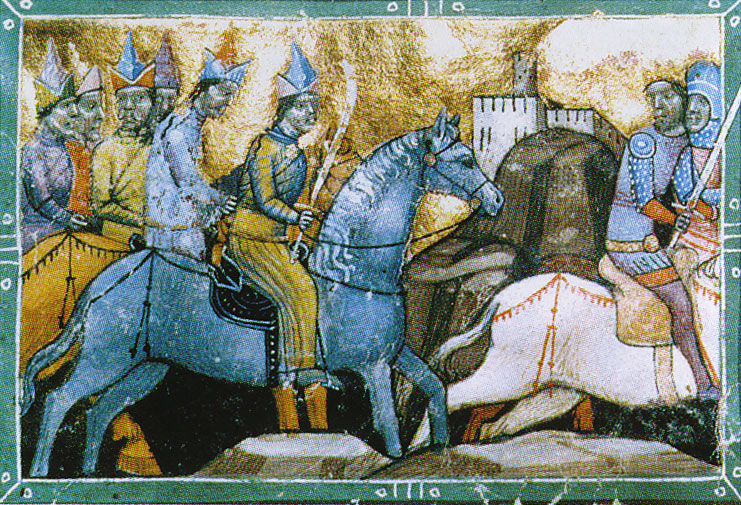
نگاره‌ای از تارش مغولان به مجارستان در ۱۲۴۱ میلادیدر

در سال ۱۲۴۱ میلادی مغولها به مرزهای مجارستان رسیدند. اگرچه در برخوردهای کوچک آغازین مجارها پیروزی‌هایی به دست آوردند، ولی سرانجام مغولان در نبرد موهی ارتش مجارستان را در هم‌شکسته، مجارستان را اشغال و ویران نمودند. سه لشکر مغول مجارستان را عرصهٔ تاراج خود قرار دادند. پس از پایان حمله مغول و بازگشت آنان از مجارستان، بلای چهارم پادشاه این کشور دست به بازسازی کشور زد و مجارستان زیر رهبری او دوباره بدل به قدرتی اروپایی گشت. از این رو او را دومین بنیادگذار مجارستان خوانده‌اند.
از زمان بلای چهارم این کشور با چک‌ها درگیر شد. بلا خود نتوانست در برابر آنان کاری از پیش برد، ولی یکی از جانشینانش به نام لاسلوی چهارم با همراهی نیروهای اتریشی یاورش توانست ارتش چک را شکست دهد.
واپسین پادشاه دودمان آرپاد آندراش سوم بود و پس از او نسل این دودهٔ شاهی منقرض شد.

### مجارستان در زمان دودمان کاپتی آنژو
مرگ لاسلوی چهارم شارل مارتل دانژو -که مادرش ماریای مجار، شهبانوی مالت- دختر ایشتوان پنجم بود ادعای تاج و تخت مجارستان را نمود، ولی سرانجام آندراش سوم به پادشاهی رسید. با مرگ آندراش سوم مجارستان دچار هرج و مرج شد و سرانجام کاروی یکم سیزده‌ساله از دودمان کاپتی آنژو-که مادرش از تبار شاهان مجار بود- توانست بر رقیبان پیروز گشته و بر مجارستان چیرگی یابد. او توانست اصلاحاتی اقتصادی را نیز در کشور برقرار سازد و از قدرت اشراف بکاهد و مجارستان را دگرباره به نیرویی در اروپای سدهٔ سیزدهمی بدل‌سازد.

پس از او پسرش لایوش یکم به پادشاهی رسید. او در ۱۳۴۷ میلادی به ناپل لشکرکشید، ولی مرگ سیاه او را به عقب‌نشینی واداشت. در ۱۳۸۲ لایوش درگذشت و چون فرزند پسری نداشت پس از او دخترش ماریای یکم به پادشاهی رسید. 

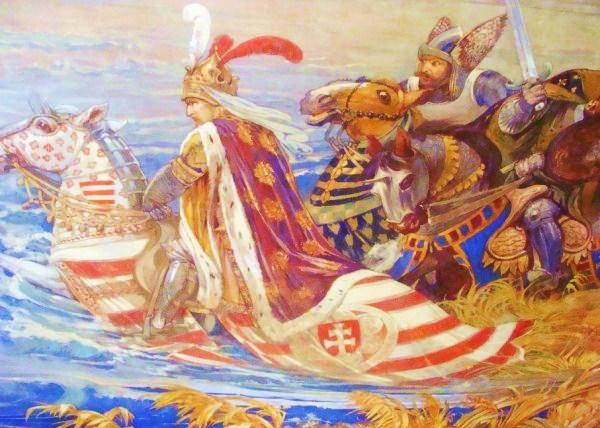
ژیگموند در نبرد نیکوپولیس

### پادشاهی ژیگموند
لایوش یکم روابط دوستانه‌ای با همسایهٔ نیرومندش کارل چهارم امپراتور مقدس روم داشت. پسر کارل ژیگموند به عقد ماریا دختر لایوش درآمد و زمینه برای پادشاهی او بر مجارستان فراهم شد. ژیگموند به دربار لایوش رفت و زبان مجاری را آموخت و با فرهنگ آن سامان آشنا شد. با مرگ لایوش با وجود مخالفت مادرزنش -الیزابت بوسنیایی- با او و داشتن هماوردی چون کاروی دوم، ژیگموند توانست به پادشاهی مجارستان رسد. بخش بزرگی از روزگار فرمانروایی او به جنگ با عثمانی گذشت. در این زمان عثمانی‌ها به اروپا وارد شده و مرزهای مجارستان را نیز تهدید می‌کردند. در ۱۳۹۶ میلادی نیروهای متحد فرانسوی-مجاری ژیگموند در نبرد نیکوپولیس از عثمانی شکست خوردند. این شکست از محبوبیت او در میان مجارها سخت کاست.

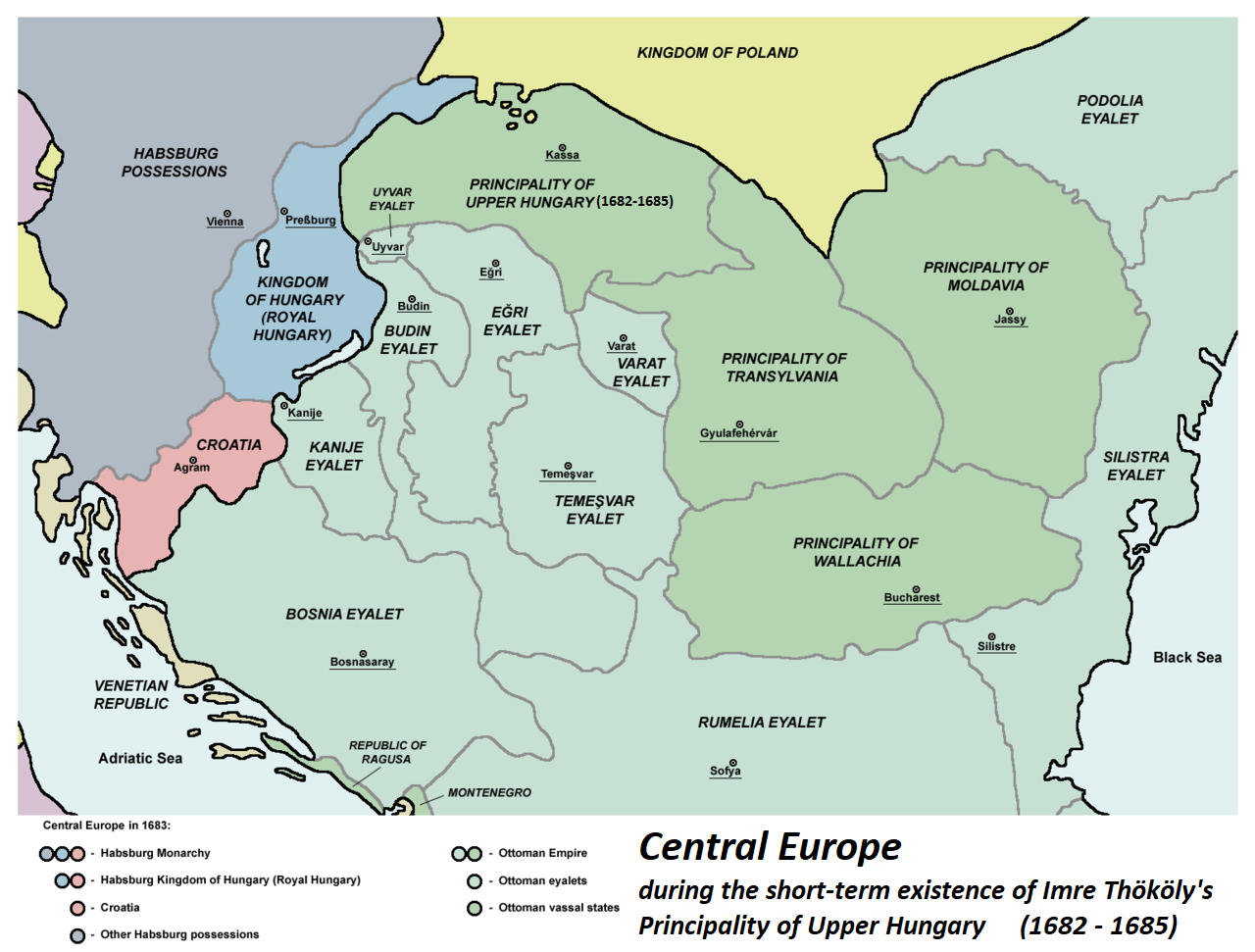
مرزهای اروپای مرکزی در ۱۶۸۳ میلادی

### مجارستان در زمان چیرگی خاندان هونیادی و دودمان یاگیلون
ماتیاش یکم از خاندان هونیادی از اشراف مجارستان توانست به قدرت برسد. از رویدادهای مهم زمان پادشاهی او اشغال پنج‌سالهٔ وین به دست مجارها بود.
پس از مرگ ماتیاش یکم، اولاسلوی دوم از خاندان یاگیلون لهستان توانست به تاج و تخت مجارستان برسد. در ۱۵۲۶ میلادی لایوش دوم پادشاه مجارستان و پسر اولاسلو در نبرد موهاچ به جنگ با عثمانی پرداخت، ولی شکست خورد و خود نیز کشته‌شد.

### مجارستان میان سال‌های ۱۵۳۸ تا ۱۸۶۷ میلادی
با کشته شدن لایوش دوم و پیروزی عثمانی، باز هم مجارستان دچار آشفتگی شد. در این میان اشراف مجارستان دو دسته شدند؛ گروهی گرد فردیناند یکم آمدند و دسته‌ای پادشاهی را از آن یانوش یکم از بزرگ‌زادگان مجار دانستند. در ۱۵۳۸ میلادی مجارستان میان دو تقسیم شد. جز این بخش‌هایی از مجارستان نیز در اشغال عثمانی‌ها قرار داشت. اولین مبارزه برای سرنگونی حکومت هابسبورگ‌ها بر مجارستان بین ‎ ۱۷۰۳–۱۷۱۱ توسط گروهی از اشرافیان ثروتمند به رهبری فرنتس راکوتسی دوم انجام پذیرفت.

### مجارستان از انقلاب ۱۸۴۸ تا امپراتوری اتریش-مجار و جنگ جهانی دوم
انقلاب مجارستان از سوی جوانان میهن‌پرست این کشور و با آماج استقلال صورت گرفت. در آینده این رویداد جنگ‌هایی هم با صربستان و اتریش در پی داشت.
با سازش اتریشی-مجارستانی در سال ۱۸۶۷ میلادی دودمان هابسبورگ به صورت دوگانه‌ای بر اتریش و مجارستان فرمانروایی می‌کرد. از اواخر سدهٔ نوزدهم این امپراتوری رو به صنعتی شدن نهاد. سرانجام امپراتوری اتریش-مجارستان با شکست در جنگ جهانی اول تجزیه شد. پس از ۱۹۲۰ مجارستان گرفتار درگیری درونی میان کمونیست‌ها و سلطنت‌طلبان و دیگر گروه‌ها شد. پس از آن برای ادارهٔ کشور یک نایب‌السلطنه -میکلوش هورتی-برگزیده‌شد.
در جریان جنگ جهانی دوم ارتش مجارستان به نیروهای محور پیوست. بعد از شکست سختی در کنار رودخانه دُن دولت هورتی شروع به مذاکره برای تسلیم به نیروهای متفقین کرد. در ۱۹ مارس ۱۹۴۴ در نتیجه این سیاست دوگانه ارتش آلمان، مجارستان را تحت عملیات مارگارت اشغال کرده و در این زمان مشخص شد که هرگونه اقدام مجارستان به لحاظ موقعیت استراتژیکی اش سرکوب خواهد شد. در نهایت آلمان‌ها دولت هورتی را ساقط و یک دولت دست نشانده فاشیست به ریاست فرنتس سالاشی از حزب صلیب پیکان را جایگزین کردند. در ۱۹۴۴ میلادی شوروی مجارستان را اشغال کرد. پس از آن نظام سیاسی مجارستان زیر نظر روس‌ها به یک جمهوری مورد نظر کمونیست‌ها به نام جمهوری خلق مجارستان بدل گردید.

## گالری نشان‌ها

نشان دودمان آرپاد
نشان پادشاهان مجارستان از دودمان کاپتی آنژو
نشان خاندان هونیادی
نشان خانوادگی لایوش دوم
نشان امپراتوری اتریش-مجار در ۱۹۱۵ میلادی